# Trận Arcis-sur-Aube
Trận Arcis-sur-Aube là một trận đánh trong Chiến dịch nước Pháp trong các cuộc chiến tranh của Napoléon, diễn ra từ ngày 20 cho đến ngày 21 tháng 3 năm 1814, và là trận đánh lớn cuối cùng của Hoàng đế Pháp Napoléon Bonaparte trước khi ông thoái vị vào năm đó. Trong trận đánh, quân đội Liên minh thứ sáu do Thống chế Áo là Karl Schwarzenberg chỉ huy đã đánh bại quân đội Đế chế Pháp do Hoàng đế Napoléon Bonaparte chỉ huy, buộc Napoléon phải triệt thoái về hướng Đông. Tuy liên quân bị thiệt hại không nhỏ, trận Arcis-sur-Aube là một thất bại quan trọng của Napoléon, và Liên minh đã tiếp tục hành binh về thủ đô Paris của Pháp sau trận chiến này.
Napoléon đã tiến quân về hướng Nam đến Arcis-sur-Aube, nơi được ghi nhận là được một lực lượng yếu ớt của đồng minh trấn giữ. Tưởng rằng Schwarzenberg đang rút quân, Napoléon hy vọng sẽ gây hỗn loạn cho quân đồng minh và giúp cho ông có thêm thời gian. Tuy nhiên, Schwarzenberg đã tập trung binh lực của mình giữa Troyes và Arcis để chuẩn bị phát động một chiến dịch tấn công. Quân đội Nga dưới quyền tướng P. K. Wittgenstein đã tiến công đội hậu binh của đối phương, và trận đánh mở đầu vào buổi trưa ngày 20 tháng 3 năm 1814. Trong ngày hôm ấy, hai bên có quân số ngang ngửa với nhau. Quân Kỵ binh Pháp đã bị đánh bại, song quân Áo và quân Bayern đã không thể chiếm giữ làng Torcy ở cánh trái quân Pháp. Bất chấp những đợt pháo kích của quân Nga cho đến tối, Napoléon đã đứng vững trên trận tuyến của mình. Ngày hôm sau, cả hai phe đều gia tăng quân số của mình, song quân đồng minh giờ đây đã có lực lượng áp đảo đối phương. Tình hình đã trở cho hiểm họa Hoàng đế Pháp: ông gần như là đã có ý định tự sát, cũng như một số người hầu cận của mình. Thậm chí điều này đã suýt nghĩa xảy ra khi từ phía Napoléon, một viên tướng dưới quyền Napoléon đã tiến hành một cuộc tấn công đầy thảm họa của Thương Kỵ binh. Sau một cuộc quyết chiến, Napoléon đã rút lui. Phải hai tiếng đồng hồ sau đó thì Schwarzenberg mới phát động tiến công, và đội hậu binh Pháp đã cầm cự dữ dội cho đến khi bị đẩy lùi vào thị trấn.
Tình hình nước Pháp càng thêm bất lợi sau thất bại tại Arcis-sur-Aube, trước sức tấn công của liên quân. Đồng thời, trận chiến này cũng chứng tỏ tài năng chiến thuật của người Tổng tham mưu trưởng Quân đội Áo là Joseph Radetzky von Radetz.